# En 4. juli i Rebild bakker
|  | Denne artikel er oprettet af botten Steenthbot ud fra en ekstern database. Den kan derfor have sproglige fejl eller mangler. Denne skabelon kan fjernes efter kontrol af indholdet. |

En 4. juli i Rebild bakker er en dansk dokumentarfilm fra 1976 instrueret af Ebbe Larsen.